# Halo 3: Original Soundtrack
Halo 3: Original Soundtrack es la banda sonora oficial del videojuego de disparos en primera persona Halo 3, desarrollado por Bungie Studios. Martin O'Donnell y Michael Salvatori compusieron la mayoría de la música original; no obstante, el álbum alberga una pista adicional, «LvUrFR3NZ», tema ganador de un concurso consumado previo al lanzamiento de la banda sonora. El producto consistió en un set con dos discos compactos y se publicó el 20 de noviembre de 2007.
Para el videojuego que completaría la trilogía de Halo, O'Donnell añadió temas totalmente nuevos, además de traer de vuelta y arreglar otros publicados en álbumes anteriores, algunos de los cuales en un primer momento no se habían grabado con una orquesta completa hasta esta ocasión. Para ello, muchas de las piezas musicales incluyeron el piano, instrumento que O'Donnell, si bien lo manejó frecuentemente para la composición, no se había empleado con anterioridad en la música de Halo. Al igual que musicalizan la atmósfera del juego, la melodías se utilizaron con fines publicitarios, a través de anuncios y tráileres que precedieron al lanzamiento de Halo 3. En términos generales, la banda sonora conllevó aceptación por parte de la crítica especializada. Asimismo, el álbum adquirió una posición en la lista Billboard 200, además de que se incluyó en varias listas del tipo Top 20 de las bandas sonoras y álbumes independientes más vendidos. Se le nominó también en la categoría de «Mejor banda sonora original» en la ceremonia «Best of 2007» del programa televisivo X-Play.

## Trasfondo musical

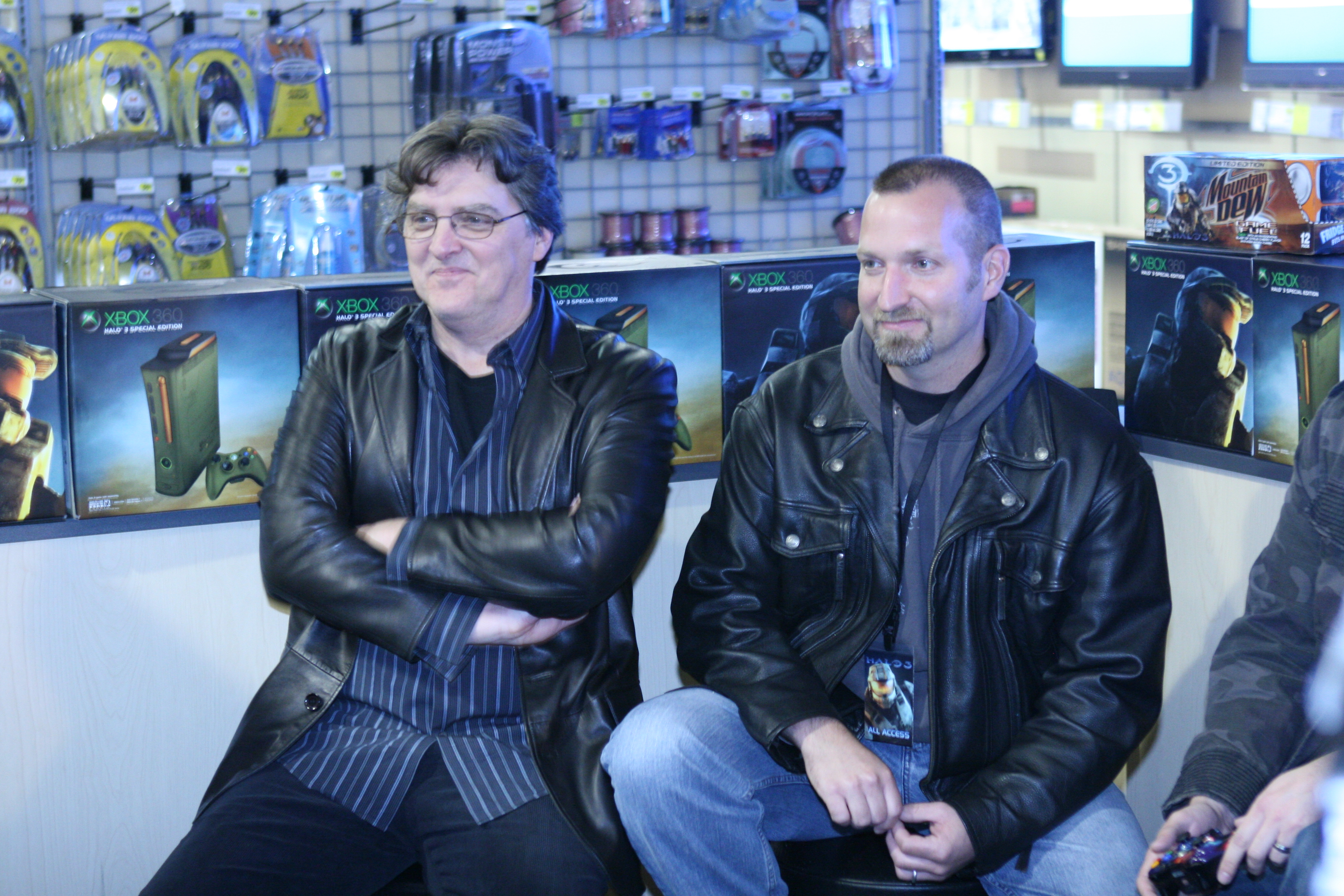
Martin O'Donnell (izquierda) en el lanzamiento de Halo 3 en Bellevue, Washington.

La banda sonora de Halo 3 les posibilitó a O'Donnell y Salvatori la oportunidad de trabajar y examinar de nueva cuenta temas ya existentes en las primeras entregas de la serie, al igual que realizar nuevas composiciones. Halo: Combat Evolved albergaba más cuerdas, entre que la musicalización de Halo 2 hizo uso de instrumentos convencionales de videojuegos tales como guitarras, cuyos sonidos en aquella ocasión fueron producidos por Steve Vai; en una entrevista, O'Donnell señaló que «siendo honesto, cuando concluí mi trabajo con Halo 2 pensé a mí mismo: “probablemente, ya fue suficiente con la guitarra”». De esta manera, intencionalmente hizo que la banda sonora del último juego retomara el aspecto orquestal que enraizó la serie, con lo que manifestó: «Tomé un enfoque ortodoxo y casi formal de la trilogía». De igual forma, admitió que muchos videojuegos y filmes utilizan música totalmente divergente entre sus secuelas, pero que dicha orientación no representaba la alternativa correcta en Halo 3, la tercera entrega de la trilogía: «[El] Jefe Maestro sigue siendo verde, Cortana sigue siendo azul, y es por ello que seguirán escuchando a los monjes y los chelos».
O'Donnell comenzó su trabajo al perfeccionar temas y la música ya elaborada previamente que deseaba escuchar en el videojuego, sin siquiera saber en qué momentos de este aplicaría cada sonoridad. Por otra parte, su composición se focalizó en el piano. Igualmente describió el proceso de concepción de los temas musicales como buscar algo que «me hace decir “oh, esto sí me causa una buena sensación”». El principal propósito de O'Donnell al escribir música para videojuegos es colocar el audio al término de su producción general, de tal manera que su música encaje con la jugabilidad de la mejor forma posible; demostrando esta circunstancia, no había añadido la música incluso cuando se realizaron demostraciones de Halo 3 en la convención Electronic Entertainment Expo (E3) de 2007, menos de tres meses antecedentes al debut del juego.
A diferencia de anteriores bandas sonoras, en las que la mayoría de la musicalidad se había sintetizado por computadora, la banda sonora de Halo 3 se grabó utilizando una orquesta de 60 músicos, acompañada de un coro que incluyó un total de 24 voces. La grabación se llevó a cabo por la Northwest Sinfonia en el Studio X, radicado en Seattle, Washington. Durante una entrevista por parte de una porción del equipo de trabajo de Bungie para un pódcast, O'Donnell explicó que había más sonidos «techno» y «tribales» que en otras bandas sonoras. El compositor procuró soslayarse de influencias musicales externas, puesto que creía que «Bungie debe construir una cultura y no dejarse influir por nada».
Componer para un videojuego, como sostuvo O'Donnell, difiere de una película en el hecho de que una buena música suena como si narrase lo que el jugador realiza en la pantalla; Halo 3 hace uso de un motor de audio que efectúa señales musicales para comenzar, detenerse, y transitar naturalmente en respuesta a los disparos del juego. Al trabajar desde su oficina en Bungie, denominada la «Torre de marfil», muchos diseñadores colaboraron al lado de O'Donnel para establecer puntos del juego en los que se desatasen los segmentos musicales correspondientes a cada situación. En lugar de una duración fijada, las canciones presentes en el videojuego tienen múltiples variaciones, mismas que son capaces de repetirse o ajustarse con el fin de completar el tiempo que le toma al jugador trasladarse desde un punto A hasta uno B. Puesto que la mezcla interactiva de sonidos en Halo 3 depende de lo que acontece en éste, O'Donnell en su lugar «congeló» la música en suites y transiciones para el CD, de modo que al reproducir la banda sonora se lograra escuchar una representación musical del videojuego. Las pistas se presentan, tal como en el segundo volumen de la banda sonora de Halo 2, a partir de una forma suite. Dichas suites se mencionan tras completar las nueve misiones del modo «Campaña» y a comparación de Halo 2, están divididas en diversas pistas.

## Promoción prelanzamiento
En un podcast de Bungie, Martin O'Donnell confirmó que la banda sonora de Halo 3 efectivamente tendría un lanzamiento comercial. De igual manera el músico hizo hincapié en la cuestión de que dicho lanzamiento no se daría ni en la fecha de estreno del juego (el 25 de septiembre de 2007) ni próximo a esta. Por lo tanto, la banda sonora se anunció oficialmente el 17 de octubre de 2007.
A su vez, la música de Halo 3 fue utilizada con múltiples fines publicitarios, por lo que la campaña promocional dio comienzo mucho antes del estreno del videojuego. «Finish the Fight» fue la primera pieza musical que se mostró al público, melodía que ambientalizó el tráiler de anunciamiento del juego durante una conferencia de prensa en el evento Electronic Entertainment Expo de 2006. El tema se acentuó con el reconocido tema de Halo de O'Donnell, el cual incluía en el video un trompeteo y una sección de metal pesado; el compositor manifestó: «Quiero que el espectador tenga una sensación de expectación y admiración por los primeros cincuenta segundos más o menos, hasta el momento en el que se presente [el] Jefe Maestro y ellos [los espectadores] se percaten de Cortana tratando de revelarles algo». La pista arranca con una estructura basada en sonidos producidos por el piano, característica inédita para la serie en ese entonces; O'Donnell sospechó que «ningún [otro anuncio en el E3] daría inicio con el piano», de modo que engancharía la atención de la audiencia. Así, diseñó la apertura de tal manera que el espectador se sosegara en una emoción de suspenso, y posteriormente se enfocara en las imágenes; «Quiero que sientan con orgullo y nostalgia el momento en el que [el] Jefe Maestro camina por delante del humo» comentó. «Quiero que anhelen realmente el videojuego, un sentimiento de “no puedo esperar para jugar este juego”». En cambio, para un tráiler de 2007 se empleó un tema reelaborado de Halo como fondo; poco después el compositor ofreció dicha pista como gratuita vía online.
Además de la música compuesta por O'Donnell y Salvatori, el anunciamiento de Halo 3: Original Soundtrack fue seguido por una convocatoria para artistas o bandas de subir a Internet un tema completamente original para finalmente ser incorporado en el CD. Los archivos subidos se sometieron a una evaluación realizada por O'Donnell, el productor discográfico Nile Rodgers, y otros cuantos intérpretes como Steve Vai. Al respecto, Rodgers expresó que de las más de 21,000 canciones que se recibieron, al menos un 30% de éstas eran «impresionantes». El triunfador de la competencia resultó Greg Haupt y su banda Princeton, cuya tonada «LvUrFR3NZ» se presenta como el número final del segundo disco.

## Recepción
En lo que atañe la acogida de la banda sonora, ésta impactó, en término generales, a partir de una forma positiva. Un analista perteneciente a Scorenotes.com calificó la banda sonora de una manera provechosa, resaltando la presentación y el motivo de piano introducido; el crítico opinó que la banda sonora de la tercera entrega de la serie rebasó aquellas correspondientes a los títulos anteriores. En UGO Networks elogiaron el método que se aplicó para reelaborar el tema principal, expresando que el videojuego «no hubiera sido el mismo» con la ausencia de la labor de O'Donnell. Brendan Vore, de Game Informer, coincidió con esto último, concluyendo que «no hay nada como escuchar el “da-da-da-duuum” que Halo sintoniza a medida que corres hacia una escuadrón de “brutos”».
En contraste, en IGN consideraron que el tema del piano era perennamente sobretocado, y que la banda sonora «comienza con algo de impresión pero al final farfullea». Halo 3: Original Soundtrack alcanzó como máximas posiciones el n.º 18 en la lista «Top Soundtracks» de Billboard, el n.º 20 en la de «Top Independent Albums», y el primer puesto en la Billboard 200 del 15 de diciembre de 2007. La banda sonora impactó de igual manera fuera del sector de la industria de los videojuegos; impulsados por su interés sobre los cantos efectuados en Halo, los ejecutvos de Universal Music promovieron intensamente un álbum basado en cantos, Chant: Music for the Soul, que vendió un total de 55,000 copias en sus primeras dos semanas de estancia en el mercado.

### Premios
La musicalización de Halo 3 fue acreedora de varias nominaciones en diversas ceremonias de premiación del año, incluyendo «Mejor música original» en los Spike Video Game Awards de 2007. Tanto el sonido como la música de Halo 3 resultaron nominados como finalistas en la sexta ceremonia de los Annual Game Audio Network Guild Awards, al igual que en la categoría de «Mejor banda sonora original» del evento «Best of 2007» organizado por el programa de televisión X-Play.

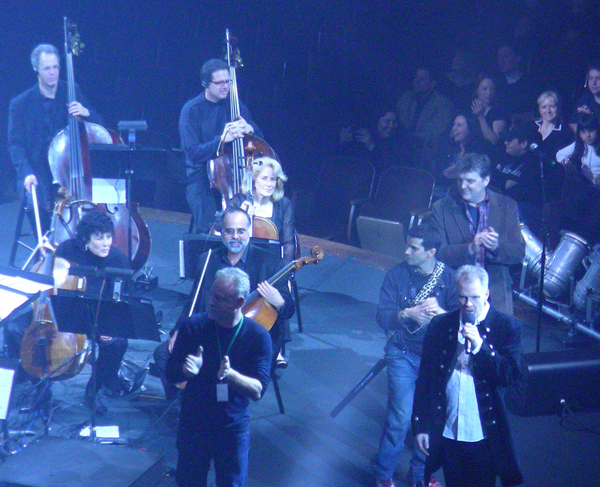
Una orquesta y O'Donnell (esquina superior derecha) en escena durante un concierto de la Video Games Live.

## Interpretaciones en vivo
La música de Halo 3 se ha interpretado en todo un mosaico de conciertos, como en los dados por la sinfonía de Play! A Video Game Symphony. Para una ocasión especial, O'Donnell realizó ciertos arreglos de las melodías de Halo para una presentación en un concierto de la serie Video Games Live, mismos que se pudieron apreciar en Londres. Asimismo, Video Games Live ha incorporado la música de Halo 3 en una gran cantidad de sus exhibiciones, incluso la utilizaron como la secuencia de apertura durante el Festival de videojuegos de Londres, y la convención Game Developers Conference (GDC) de 2008, celebrada en San Francisco, California. Tanto cobró interés Video Games Live por la música de fondo de Halo 3 que los arreglos que hizo O'Donnell pueden apreciarse en los álbumes Video Games Live, Vol. 1 y Video Games Live, Level 2.

## Pistas
| Disco 1 |                                                                                     |                      |  |
| N.º     | Título                                                                              | Duración             |  |
| 1.      | «Arrival» - I. «Luck»                                                               | - 3:25               |  |
| 2.      | «Sierra 117» - I. «Released» - II. «Infiltrate»                                     | - 5:20 - 3:50        |  |
| 3.      | «Crow's Nest» - I. «Honorable Intentions» - II. «Last of the Brave» - III. «Brutes» | - 2:46 - 3:58 - 5:07 |  |
| 4.      | «Tsavo Highway» - I. «Out of Shadow» - II. «To Kill a Demon»                        | - 4:37 - 3:44        |  |
| 5.      | «The Storm» - I. «This is Our Land» - II. «This is the Hour»                        | - 4:00 - 2:08        |  |
| 6.      | «Floodgate» - I. «Dread Intrusion» - II. «Follow Our Brothers»                      | - 5:25 - 3:25        |  |
| 7.      | «The Ark» - I. «Farthest Outpost» - II. «Behold a Pale Horse» - III. «Edge Close»   | - 5:14 - 5:38 - 3:03 |  |

| Disco 2 | |                                    |  |
| N.º     | Título                                                                                               | Duración                           |  |
| 1.      | «The Covenant» - I. «Three Gates» - II. «Black Tower» - III. «One Final Effort» - IV. «Gravemind»    | - 4:34 - 6:03 - 3:08 - 5:21        |  |
| 2.      | «Cortana» - I. «No More Dead Heroes» - II. «Keep What You Steal»                                     | - 5:01 - 2:36                      |  |
| 3.      | «Halo» - I. «Halo Reborn» - II. «Greatest Journey»                                                   | - 3:59 - 4:52                      |  |
| 4.      | «Ending» - I. «Tribute» - II. «Roll Call» - III. «Wake Me When You Need Me» - IV. «Legend»           | - 2:52 - 5:58 - 2:19 - 0:40        |  |
| 5.      | «Bonus Tracks» - I. «Choose Wisely» - II. «Movement» - III. «Never Forget» - IV. «Finish the Fight»» | - 1:18 - 0:27 - 3:07 - 2:27 - 2:18 |  |

## Personal
La siguiente información se sostiene bajo los créditos del CD oficial:
- Martin O'Donnell (ASCAP) – compositor.
- Michael Salvatori (ASCAP) – compositor.
- C Paul Johnson (ASCAP) – segundo compositor al añadir temas como «To Kill a Demon», «This Is Our Land», «Keep What you Steal», y «Greatest Journey».
- Simon James –  maestro de concierto/contratista.
- David Sabee – director de la Northwest Sinfonia.
- Joe Crnko – director del coro.
- Stan LePard – orquestación adicional.
- Nile Rodgers – productor.